# Thomas III. Nádasdy
Thomas III. Nádasdy (* 1498 in Egervár; † 2. Juni 1562 ebenda) war ein einflussreicher ungarischer Magnat und Palatin des Königs. Er war der Sohn von Ferenc I. Nadasdy.

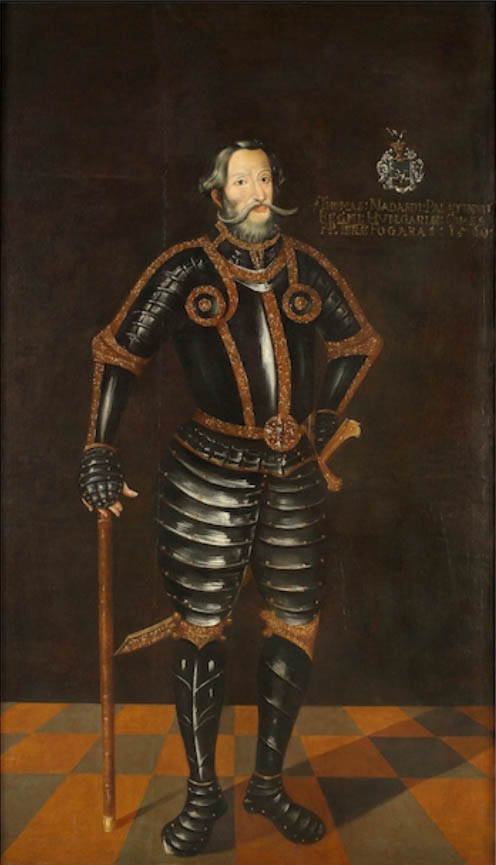
Thomas III. Nádasdy (17. Jahrhundert)

## Lebensweg
In seiner Kindheit genoss Nádasdy eine umfangreiche Bildung, die vorwiegend in Graz, Bologna und Rom erfolgte.
Er heiratete 1535 Ursula Kanizsay. Damit ging auch der Besitz der Familie Kanizsay in seinen Besitz über, wozu insbesondere das Schloss Sárvár gehört, welches er in den folgenden Jahren im italienischen Renaissancestil umbauen ließ. Mit der Heirat wurde Thomas Nádasdy einer der reichsten Magnaten und Landbesitzer Ungarns.
1529 verteidigte er als Kommandant die Stadt Buda gegen die Türken. Verraten von seinen eigenen Truppen, wurde er jedoch in ein Zimmer eingesperrt und in Ketten den Türken übergeben. Deren Großwesir ließ Nádasdy jedoch frei. Um seine Freiheit zu erlangen, erkannte er den ungarischen Gegenkönig Johann Zápolya an.
Nádasdy wurde 1537 zum Ban von Kroatien, Dalmatien und Slawonien ernannt. Dieses Amt hatte er bis 1539 inne.
Nádasdy war ein Befürworter der Reformation; so gewährte er den verfolgten Reformatoren Matthias Devai und Johannes Sylvester auf seinem Herrensitz in Sárvár Zuflucht und Schutz. 1536 gründete er auf seinem Gut Sárvár eine der ersten ungarischen Druckereien. 1541 ließ er durch Sylvester das Neue Testament ins Ungarische übersetzen und drucken. Diese Bibel war das erste überhaupt in ungarischer Sprache gedruckte Buch. Die Druckerei bestand jedoch nur bis 1541.
1542 wurde er Landesrichter. In Pressburg wurde er 1554 zum Palatin gewählt. Am 2. Juni 1562 starb Thomas Nádasdy auf seinen Besitzungen in Egervár. Sein Sohn war Ferenc Freiherr Nádasdy.